# District de Bischofszell
Le district de Bischofszell était l'un des huit districts du canton de Thurgovie jusqu'au 31 décembre 2010. Depuis, le canton est découpé en cinq districts. Il compte 31 080 habitants pour une superficie de 95,6 km². Le chef-lieu est Bischofszell.
Le 1er janvier 2011, les communes ont rejoint le district de Weinfelden, sauf Amriswil qui a rejoint le district d'Arbon.

## Communes
Le district comptait huit communes :
- Amriswil
- Bischofszell
- Erlen
- Hauptwil-Gottshaus
- Hohentannen
- Kradolf-Schönenberg
- Sulgen
- Zihlschlacht-Sitterdorf